# ایگناسیو کاماچو
ایگناسیو کاماچو بارنولا (اسپانیایی: Ignacio Camacho Barnola‎؛ زادهٔ ۴ مهٔ ۱۹۹۰) بازیکن فوتبال اهل اسپانیا است.
وی همچنین در تیم ملی فوتبال اسپانیا بازی کرده است.